# Kupres (República Srpska)
La municipalidad de Kupres se localiza dentro de la región de Banja Luka, dentro de la República Srpska, en Bosnia y Herzegovina.

## Localidades
Esta municipalidad de la República Srpska, localizada en Bosnia y Herzegovina se encuentra subdividida en las siguientes localidades a saber:
- Mrđanovci
- Novi Selo
- Šemenovci

## Historia
El municipio fue creado después de la formación de las entidades de la Federación de Bosnia y Herzegovina y la República Srpska que integran el Estado soberano de Bosnia y Herzegovina. La creación de las dos entidades dividió al municipio original de Kupres en dos, uno de los municipios en la Federación de Bosnia y Herzegovina y el otro en la República Srpska. Durante la guerra el nombre del municipio fue cambiado a Srpski Kupres (Српски Купрес), pero desde entonces el Gobierno de Bosnia y Herzegovina ha prohibido la utilización de dicho nombre a fin de evitar un posible resentimiento nacionalista.

## Demografía
Si se considera que la superficie total de este municipio es de ochenta y nueve kilómetros cuadrados y su población está compuesta por unas setecientos noventa y dos personas, se puede estimar que la densidad poblacional de esta municipalidad es de nueve habitantes por cada kilómetro cuadrado de esta división administrativa.